# Armin-Wolf-Arena
Die Armin-Wolf-Arena in Regensburg ist das größte Baseballstadion in Deutschland. Sie liegt im Baseball Express Park und ist seit 1998 Spielstätte der Regensburg Legionäre. Das Stadion hat eine Kapazität von 1100 Sitzplätzen und 2000 Stehplätzen und wurde nach dem Sportreporter Armin Wolf (Funkhaus Regensburg) benannt.
Als offiziell anerkanntes Bayerisches Landesleistungszentrum Baseball und Bundesstützpunkt Süd beherbergt das Stadion im Stadtosten von Regensburg auch die Auswahlteams des bayerischen Verbandes und der Jugend-Nationalmannschaft.

## Bauphase
Am 8. September 1996 entschied sich die außerordentliche Mitgliederversammlung des Bayerischen Baseball und Softball Verband e.V. für die Vergabe des Landesleistungszentrums an Regensburg. Zwölf Tage später erkannte das Bayerische Staatsministerium für Unterricht, Kultus, Wissenschaft und Kunst Regensburg als offizielles Landesleistungszentrum an.
Nach der vorzeitigen Baugenehmigung durch die Stadt Regensburg und durch den Freistaat Bayern wurde am 1. September 1997 mit dem Bau begonnen.
Nach einer Bauzeit von zehn Monaten und einer Bausumme von 1 Million Euro wurde die Armin-Wolf-Arena am 21. Juli 1998 feierlich im Rahmen des B-Europapokals der Pokalsieger eröffnet, den die Legionäre im Anschluss auch gewinnen konnten.
Als Standort für die Austragung einiger Spiele der Baseball-Weltmeisterschaft 2009 in Europa wurde das Stadion um- und ausgebaut. Der Grundstein der neuen Armin-Wolf-Arena wurde am 13. November 2008 von Oberbürgermeister Hans Schaidinger gelegt. Die Zuschauerkapazität ist von 3.100 auf zwischenzeitlich 11.500 Plätze erhöht worden. Neue Umkleidekabinen, feste Sanitäranlagen und eine Regiebereich wurden gebaut. Insgesamt hat der Umbau 1,4 Millionen Euro gekostet. Entworfen wurden die Erweiterungsbauten von Peter Haimerl.
Alle zusätzlichen Tribünen sind nach der Weltmeisterschaft wieder abgebaut worden, lediglich die 1.100 montierten Sitzplätze auf den bereits vorhandenen Plätzen blieben erhalten.
Zwischen 2014 und 2016 entstanden auf dem Gelände zusätzlich ein Gebäude für das Sportinternat Regensburg mit Übungsräumen sowie ein zweiter Baseball-Platz.

## Verwendung

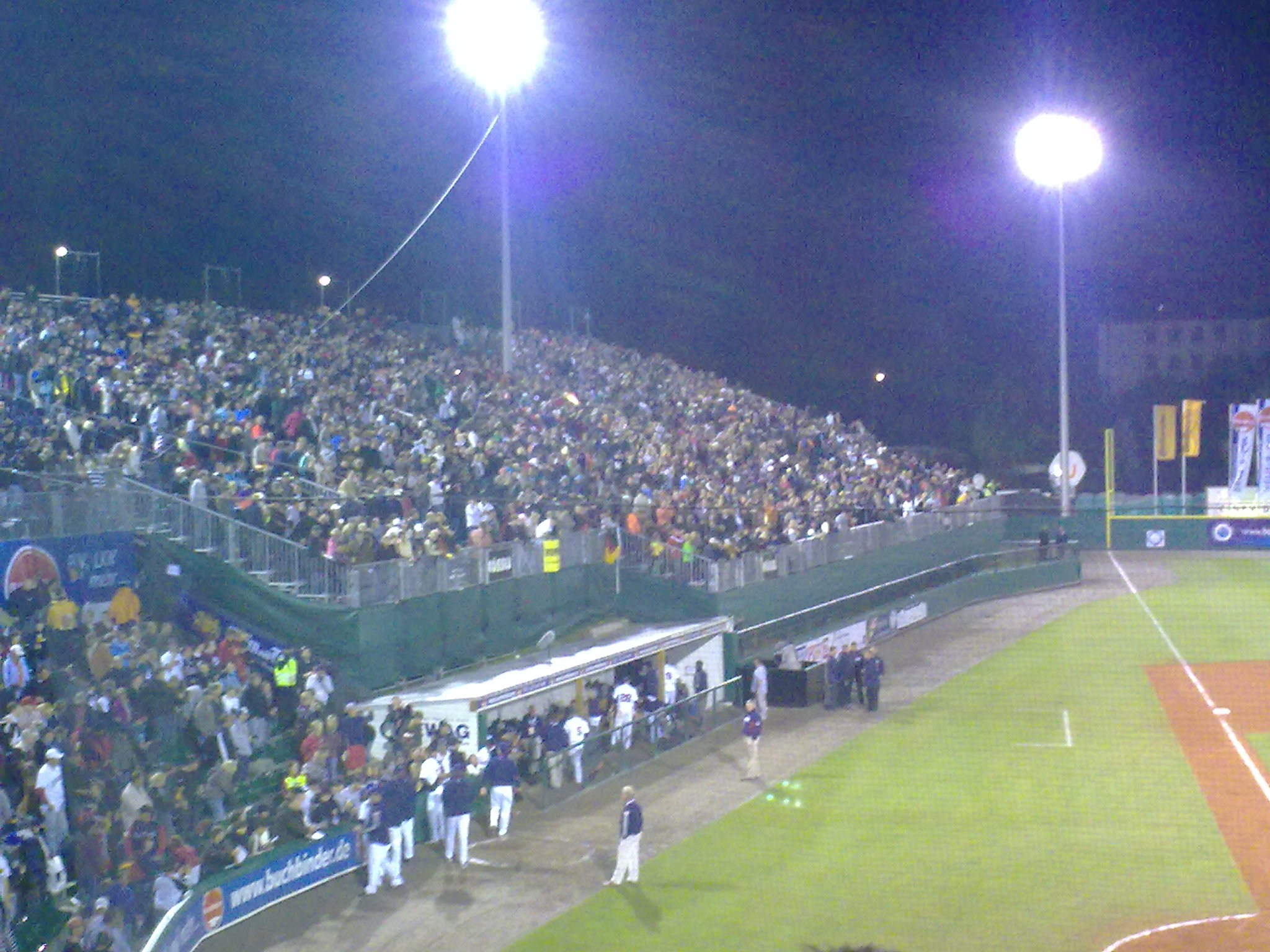
Die Armin-Wolf-Arena bei der WM 2009

Seitdem werden in dem größten Baseballstadion Deutschlands neben den Bundesliga-Partien der Legionäre regelmäßig auch nationale und internationale Wettkämpfe ausgetragen. So wird seit 1999 jährlich das Einladungsturnier German Baseball Open ausgetragen, bei dem bereits Teams aus den Kontinenten Australien, Europa und Nordamerika zu Gast waren. 2004 war das Regensburger Stadion auch Spielstätte der Baseball-Europameisterschaft (B-Pool). 
Seit der Eröffnung des Landesleistungszentrums am 21. Juli 1998 werden in Regensburg regelmäßig Kadermaßnahmen der einzelnen bayerischen Auswahlmannschaften durchgeführt.
Am 12. Februar 1999 erkannte auf Initiative des Deutschen Baseball und Softball Verbands e.V. auch das Bundesministerium des Innern mit Einvernehmen des Deutschen Sportbundes Regensburg als Bundesstützpunkt an. Seitdem ist Regensburg auch Heimat für Sichtungs- und Trainingslehrgänge deutscher Nationalmannschaften.
Vom 9. bis 12. September 2009 spielte eine der WM-Vorrundengruppen mit den Ländern USA, Deutschland, China und Venezuela im erweiterten Stadion um den Einzug in die nächste Runde.
Seit 2010 findet in der Armin-Wolf-Arena jährlich der Buchbinder Cup statt. Dabei spielen an einem Wochenende vier deutsche Profiteams gegeneinander. Seit Juli 2010 findet im Juli und August täglich eine Open-Air Kinoveranstaltung statt.
Regensburg war 2012 Gastgeber einer der World Baseball Classic Qualifikationsrunden, die vom 20. bis 24. September in der erweiterten Armin-Wolf-Arena stattfanden.
Vom 12. bis zum 16. September 2014 wurde ein Teil der Baseball-Europameisterschaft 2014 in der Armin-Wolf-Arena ausgetragen. Die Spiele der Gruppe A, in der auch die deutsche Nationalmannschaft gesetzt war, fanden hier statt.